# Fuentes Calientes
Fuentes Calientes (aragónul Fuents Calients) település Spanyolországban, Teruel tartományban. Fuentes Calientes Rillo, Cañada Vellida és Perales del Alfambra községekkel határos. Lakosainak száma 82 fő (2024).

## Népesség
A település népessége az utóbbi években az alábbiak szerint változott:
| Lakosok száma | 127  | 130  | 118  | 120  | 116  | 111  | 111  | 92   | 89   | 82   |
|               | 2001 | 2004 | 2007 | 2009 | 2012 | 2014 | 2017 | 2019 | 2022 | 2024 |